# Làng Cả
Làng Cả là di chỉ khảo cổ gồm một số quan tài chứa di vật của nền văn hóa Đông Sơn thời đại đồ đồng nằm ở phường Thọ Sơn, thành phố Việt Trì, tỉnh Phú Thọ, Việt Nam.
Một mẫu xác định niên đại bằng cacbon phóng xạ đơn lẻ từ gỗ quan tài được khai quật từ địa điểm này cho thấy các đồ tạo tác này có từ giai đoạn thứ hai của nền văn hóa Đông Sơn, ước tính có niên đại từ 382 TCN đến 195 TCN.
Cuộc khai quật chỉ thu được hai mươi bình gốm và không tìm thấy đồ sắt nào, tương tự như việc thiếu đồ sắt được báo cáo ở hai khu di chỉ Việt Khê và Châu Can. Một trong những cái khuôn được thiết kế dùng để đúc chuôi kiếm, và giới nghiên cứu đã mặc định rằng đồ sắt này được dùng để đúc lưỡi kiếm, dù cho các cuộc khai quật cho thấy sắt có thể đã bị thiếu hụt vào lúc đó.